# ميخائيل فان لندن
ميخائيل فـان لندن (بالإسبانية: Michael Van London)‏ هو كاتب أغاني إسباني، ولد في 12 مارس 1977 في روتا في إسبانيا.